# 沙拉罗讷河畔圣迪迪耶
沙拉羅訥河畔圣迪迪耶（法語：Saint-Didier-sur-Chalaronne，法語發音：[sɛ̃ didje syʁ ʃalaʁɔn]）是法国东部安省的一个市镇，属于布雷斯地区布尔格区。

## 地理
沙拉罗讷河畔圣迪迪耶（46°10'39"N, 4°49'4"E）面积24.98 平方千米，位于法国奥弗涅-罗讷-阿尔卑斯大区安省，该省份为法国东部省份，北起汝拉省，西北接索恩-卢瓦尔省，西接罗讷省和里昂大都会，南至伊泽尔省，东与萨瓦省、上萨瓦省和瑞士接壤。
与沙拉罗讷河畔圣迪迪耶接壤的市镇（或旧市镇、城区）包括：加尔讷朗、伊利亚、莫涅南、沙拉罗讷河畔圣艾蒂安、图瓦塞、德拉塞、拉沙佩勒德甘谢、圣桑福里安当塞勒。

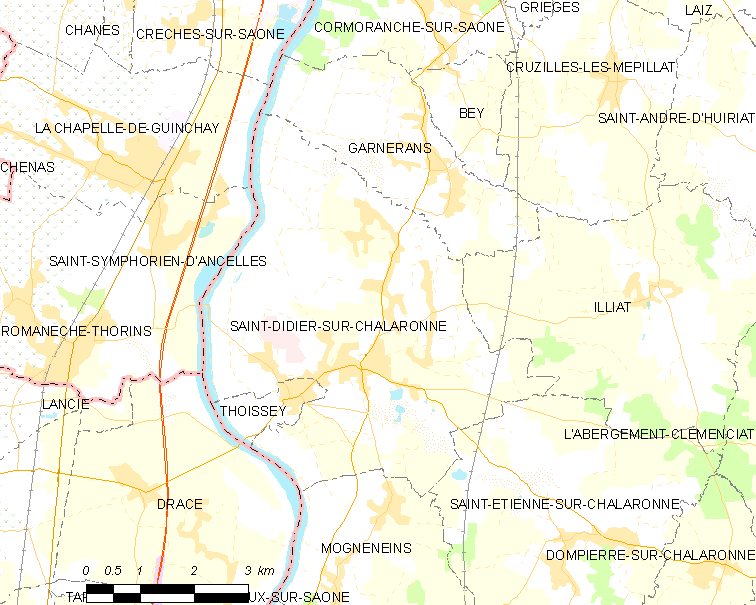
沙拉罗讷河畔圣迪迪耶的OSM定位图

沙拉罗讷河畔圣迪迪耶的时区为UTC+01:00、UTC+02:00（夏令时）。

## 行政
沙拉罗讷河畔圣迪迪耶的邮政编码为01140，INSEE市镇编码为01348。

## 政治
沙拉罗讷河畔圣迪迪耶所属的省级选区为沙拉罗讷河畔沙蒂永县。

## 人口

1962-2008年间沙拉罗讷河畔圣迪迪耶人口变化图示

沙拉罗讷河畔圣迪迪耶于2022年1月1日时的人口数量为2969人。